# Bulbine melanovaginata
Bulbine melanovaginata är en grästrädsväxtart som beskrevs av Graham Williamson. Bulbine melanovaginata ingår i släktet bulbiner, och familjen grästrädsväxter. Inga underarter finns listade i Catalogue of Life.